# ベトナム維新会
ベトナム維新会 (ベトナムズイタンかい、ベトナム語：Duy Tân hội / 維新會、英語: Association for Modernization、1904年 - 1912年) は、ファン・ボイ・チャウ及び阮朝の皇族クォン・デら20余人の知識人によってコーチシナで設立されたフランス領インドシナの反仏結社。単に維新会（ズイタンかい）ともいう。 ジルベール・チャン・チャン・チェウもこの維新会のメンバーであった。
維新帝を中心とした立憲君主制の樹立を標榜し、日本の近代化に模範として東遊運動を推進した。維新会は広義には、ベトナム近代化運動を推進した団体であるとも考えられている (ズイタン運動)。
当初、日本に留学生を送り出すという東遊運動の活動は堅調に推移し、渡日した留学生は200人を数えたが、1908年9月、フランス政府が日本に対し東遊運動関係者の追放を要請したため、1909年3月にはファン・ボイ・チャウらは離日を余儀なくされた。東遊運動が挫折すると、ファンは1910年に在外幹部や留日学生らとともにシャムに入国し、シャム当局支援のもと、中部チピットに農園を開き、活動家の生活資金や武器購入資金の捻出を図った。同時期にシャムに滞在していたカオ・ダットら勤王運動の残党も維新会の活動に協力した。もっともカオ・ダットらとは違い、ファンはシャム在住のベトナム人の組織化を企図していたわけではなく、シャムの王族との連携を強化し、独立運動への理解を得ることに力点が置かれていた。
ファンは1911年に辛亥革命が発生した中華民国にわたり、1912年、維新会を改組して、越南光復会を組織した。